# Saint-Cirgues-sur-Couze
Saint-Cirgues-sur-Couze är en kommun i departementet Puy-de-Dôme i regionen Auvergne-Rhône-Alpes i centrala Frankrike. Kommunen ligger i kantonen Champeix som tillhör arrondissementet Issoire. År 2022 hade Saint-Cirgues-sur-Couze 348 invånare.

## Befolkningsutveckling
Antalet invånare i kommunen Saint-Cirgues-sur-Couze
| Referens: INSEE |